# Lijst van rijksmonumenten in Alverna
De plaats Alverna telt 8 inschrijvingen in het rijksmonumentenregister. Hieronder een overzicht.
| Object                                                         | Oorspronkelijke functie?  | Bouwjaar                                    | Architect | Locatie            | Coördinaten?                  | Nr.?  | Afbeelding                                                |
| -------------------------------------------------------------- | ------------------------- | ------------------------------------------- | --------- | ------------------ | ----------------------------- | ----- | --------------------------------------------------------- |
| Boerderij met dwars woonhuis onder rieten schilddak            | Boerderij                 | 19e eeuw                                    |           | Heiveldweg 12      | 51° 47' 37" NB, 5° 47' 7" OL  | 39634 | Boerderij met dwars woonhuis onder rieten schilddak       |
| Boerderij met gepleisterd woonhuis onder rieten schilddak      | Boerderij                 | vroeg-19e eeuw                              |           | Heiveldweg 6       | 51° 47' 34" NB, 5° 47' 5" OL  | 39635 | Boerderij met gepleisterd woonhuis onder rieten schilddak |
| Gepleisterde boerderij onder met riet en pannen gedekt wolfdak | Boerderij                 | begin 19e eeuw                              |           | Gasthuisbergweg 3  | 51° 47' 48" NB, 5° 46' 38" OL | 39636 | Meer afbeeldingen                                         |
| Boerderij onder met riet en pannen gedekt wolfdak              | Boerderij                 | waarschijnlijk 18e eeuw                     |           | Munnekeveld 29     | 51° 47' 54" NB, 5° 46' 34" OL | 39637 | Boerderij onder met riet en pannen gedekt wolfdak         |
| Boerderij met jaartalankers in de gepleisterde voorgevel       | Boerderij                 | 1704                                        |           | Graafseweg 370     | 51° 47' 38" NB, 5° 45' 13" OL | 39638 | Meer afbeeldingen                                         |
| Schoonoord                                                     | Industrie- en poldermolen | 1887                                        |           | Valendrieseweg 295 | 51° 48' 7" NB, 5° 45' 15" OL  | 39639 | Meer afbeeldingen                                         |
| Terrein waarin overblijfselen van een nederzetting             | Archeologisch monument    | vroege IJzertijd tot Romeinse tijd          |           |                    | 51° 47' 45" NB, 5° 46' 25" OL | 46143 | Upload foto                                               |
| Terrein waarin overblijfselen van een nederzetting             | Archeologisch monument    | Bronstijd en vroege IJzertijd/Romeinse tijd |           |                    | 51° 47' 40" NB, 5° 46' 13" OL | 46144 | Upload foto                                               |